# Vanderlei José Alves
Vanderlei José Alves (Lauro Müller, 29 de outubro de 1978) é um ex-futebolista brasileiro que atuava como atacante.

## Carreira
Iniciou sua carreira no Tubarão FC.
Do Tubarão saiu para o Figueirense, onde sagrou-se campeão catarinense no ano de 1999. Ficou no clube até 2001, ano em que chegou a jogar na equipe que obteve a promoção ao Campeonato Brasileiro da Série A, ao sagrar-se vice-campeão da Série B.
Ainda em 2001, disputou o Campeonato Paulista da Série A pelo União São João, de Araras.
No Grêmio Atlético Farroupilha, disputou a Segunda Divisão do Campeonato Gaúcho de 2002 e 2003.
Passou para o Esporte Clube São José, de Porto Alegre e marcou dez gols no Campeonato Gaúcho da Primeira Divisão de 2004.
No início de 2005 retornou ao Grêmio Atlético Farroupilha que, após 24 anos, voltou a disputar a primeira divisão do Campeonato Gaúcho. Vanderlei marcou cinco gols no estadual.
As boas exibições e os gols marcados levaram Vanderlei para o Vila Nova, por onde disputou o Campeonato Brasileiro da Série B, tendo marcado quatro gols.
Jogou o primeiro semestre de 2006 pelo Glória-RS, onde anotou cinco gols no Campeonato Gaúcho de 2006.
No segundo semestre, se transferiu para o Gama, onde foi artilheiro da Série B, com 21 gols marcados e chegou a liderar o prêmio Chuteira de Ouro, dado ao melhor artilheiro do futebol brasileiro.
Após passagem positiva pelo Gama, Vanderlei foi contratado pelo Atlético-MG em dezembro de 2006, com contrato de dois anos. O atacante estreou no fim de janeiro, contra o Villa Nova.
Em sua passagem pelo Galo ficou marcado por marcar um gol antológico na final do Campeonato Mineiro de 2007, no dia 29 de abril de 2007, que ficou chamado como "Gol de Costas". Na primeira partida da decisão, o Atlético vencia o Cruzeiro por 3 a 0, quando o jogador roubou a bola na saída do meio-campo e chutou para o gol e o goleiro Fábio, que estava de costas, sequer viu a bola entrar. Vanderlei foi campeão daquele Campeonato.
Outro jogo de boa atuação de Vanderlei foi na goleada por 5 a 2 sobre o Corinthians, quando o camisa 9 marcou duas vezes, sendo um pênalti de "cavadinha". Mesmo ficando boa parte da temporada de 2007 no banco de reservas o jogador foi o artilheiro do Galo no Campeonato Mineiro e na Copa do Brasil daquele ano, terminando a temporada como vice-artilheiro geral da equipe com 13 gols.
Em 60 jogos com a camisa do Galo, Vanderlei marcou 15 gols.
Em junho de 2008, o jogador foi negociado por empréstimo até o fim da temporada com o Botafogo. No clube carioca, teve poucas oportunidades, onde disputou apenas quatro partidas, sendo titular em apenas uma, e não fez nenhum gol. Em julho de 2008, foi repassado ao União de Leiria, que disputava a Segunda Divisão de Portugal naquela temporada de 2008/2009. Em agosto do mesmo ano, teve o contrato rescindido amigavelmente com o Atlético-MG.
No segundo semestre de 2009, foi contratado pelo Vila Nova, onde chegou a ser titular no início da Série B, mas, questionado pela torcida deixou o time e chegou a não figurar sequer no banco de reservas.
Em 2010, transferiu-se para o Brasiliense, onde foi artilheiro do Campeonato Brasiliense, com 11 gols, em 21 jogos. Além disso, disputou a Copa do Brasil, quando o Brasiliense foi eliminado pela Chapecoense, e ficou para a disputa da Série B, tendo participado de apenas dois jogos, em ambos saindo do banco de reservas e deixou o clube em 4 de junho de 2010. Atuou no segundo semestre pelo Brasil de Pelotas.
No ano seguinte, 2011, foi o segundo colocado na artilharia do Campeonato Brasiliense da Primeira Divisão defendendo o Botafogo-DF, quando marcou sete gols em 19 jogos, um a menos que os primeiros colocados.
Passou, depois, pelo Atlético Tubarão, em 2011, e Araripina e Salgueiro, ambos de Pernambuco, em 2012.
Para a disputa do Campeonato Mineiro de 2013, a diretoria do Nacional-MG de Nova Serrana contratou o atacante. Marcou quatro gols pelo clube no Campeonato.
Voltou ao Araripina em 2013 e de lá foi para o Gama, onde disputou apenas seis jogos pelo Campeonato Brasiliense de 2014. O catarinense se aposentou após disputar o Candangão de 2014 pelo Gama.

### Títulos
Figueirense
- Campeonato Catarinense: 1999

Atlético-MG
- Campeonato Mineiro: 2007

#### Individuais
- Artilheiro do Campeonato Brasileiro - Série B: 2006 (21 gols)[1]
- Artilheiro do Campeonato Brasiliense: 2010 (11 gols)